# Daws Butler
Charles Dawson "Daws" Butler (16 de noviembre de 1916-18 de mayo de 1988) fue un actor de voz estadounidense. Hizo la voz de varios personajes famosos de dibujos animados como el Oso Yogui y Huckleberry Hound.

## Biografía
Uno de sus primeros trabajos fue la voz de Snap, uno de los duendes del cereal Rice Krispies. Su primer éxito, sin embargo, fue a mediados de los años 40 con MGM. Tex Avery contrató a Butler para trabajar como narrador en varios de sus dibujos animados. En algunos hacía la voz de un lobo que hablaba con un acento sureño y siempre silbaba. Mientras estaba en MGM, Avery quiso que Butler hiciera la voz de Droopy, un personaje que Bill Thompson interpretaba. Butler hizo la voz en algunos dibujos animados, pero luego le dijo a Avery acerca de otro actor llamado Don Messick. Messick rápidamente se convirtió en una reconocida voz dentro de los dibujos animados.
En 1949 Butler trabajó en un programa de televisión protagonizado por marionetas titulado Time for Beany, el programa fue creado por el director de Warner Brothers Bob Clampett. Butler -quien en ese tiempo tenía 33 años- trabajó junto al joven Stan Freberg, y juntos hicieron todas las voces del programa. Butler interpretó a Beany Boy y Captain Huffenpuff. Freberg a Cecil y Dishonest John. Los escritores del programa, Charles Shows y Lloyd Turner, debieron el éxito de este al trabajo de los actores de voz. Time for Beany duró desde 1949 a 1954 y ganó varios premios Emmy. Fue la base para la serie animada Beany and Cecil.
Tras dedicarse a hacer comerciales de televisión, Butler trabajó dando la voz a varios personajes de la serie animada de Walter Lantz El Pájaro Loco. Su personaje más famoso en esta serie fue el pingüino "Chilly Willy", y su compañero Smedley. En los años 50, Stan Freberg pidió ayuda a Butler para escribir obras humorísticas en sus álbumes de Capitol Records. Su primera colaboración, "St. George and the Dragon-Net" (basada en Dragnet), fue la primera comedia en vender más de un millón de copias. Freberg se dedicaba a hacer parodias de canciones, y junto a Daws Butler escribía y protagonizaba las escenas cómicas. Butler volvió a trabajar junto a Freberg y la actriz June Foray en una serie radial, The Stan Freberg Show, que fue emitida entre julio y octubre de 1957 por la estación radial de la CBS.
En 1957 Hanna-Barbera dejó MGM. Daws Butler y Don Messick generalmente trabajaban juntos cuando tenían que grabar voces. Su primera serie, The Ruff & Reddy Show, fue el inicio de una dupla que siguió trabajando hasta los años 60.
Durante los años 1957 y 1965, Daws Butler hizo la voz de los siguientes personajes, entre otros:
- Reddy
- Huckleberry Hound
- Oso Yogui
- León Melquíades
- Tiro Loco McGraw
- Pepe Trueno
- Loopy de Loop
- Dixie
- Jinks
- Super Fisgón y Despistado
- Fibber Fox
- Hijo de Esopo (en el segmento "Aesop and Son" de The Rocky and Bullwinkle Show)
- Pilón (personaje de Popeye)
- Canito
- Lobo Hokey
- Lagarto Juancho
- Alfie Gator
- Pepe Pótamo
- Leoncio
- Cometín Sónico
- Señor Júpiter
- Captain Skyhook
- Rock Slag
- Big Gruesome
- Red Max
- Sgt. Blast
- Peter Perfect
- Ruffus Ruffcut
- Scooby-Tonto
- Bingo

Butler hizo la voz de estos personajes durante varias décadas, tanto en los programas de televisión como en los comerciales. La mascota del cereal Cap'n Crunch se convirtió en un ícono de la televisión de sábados por la mañana debido a los comerciales producidos por Jay Ward. Butler hizo la voz entre los años 60 y 80. Para esto se basó en el actor Charlie Butterworth (quien también fue su inspiración para Tiro Loco McGraw). Durante los años 70 fue la voz de "Hair Bear" y varios otros personajes menores de la serie C.B. Bears. En Los autos locos Butler le entregó la voz a varios corredores. En Las olimpiadas de la risa, Butler trabajó prácticamente con todos los miembros del equipo de Yogui.
Para sus caracterizaciones, Butler se basó en varias celebridades de la época. La voz del Oso Yogui en un principio estaba basada en Art Carney (este tipo de voz fue utilizada por Butler en varios trabajos dirigidos por Robert McKimson y la comedia de Stan Freberg "The Honey-Earthers"). Sin embargo, el personaje fue adquiriendo mayor originalidad con el pasar de los años. El Lobo Hokey tenía una voz similar a la de Phil Silvers, y el León Melquíades a la de Bert Lahr. Nuevamente, Butler fue añadiendo rasgos característicos para cada personaje.
Cuando Mel Blanc se estaba recuperando de un accidente automovilístico, Butler lo reemplazó haciendo la voz de Pablo Mármol en cuatro episodios de Los Picapiedra. Sin tomar en cuenta a Los supersónicos, Butler no se mantuvo muy activo durante los años 70 y 80. En 1975, Butler comenzó un taller en el que educó a varios actores de voz como Nancy Cartwright (Los Simpson), Corey Burton (Disney) y Joe Bevilacqua (NPR). 
El mismo año de su muerte, fue estrenada The Good, the Bad, and Huckleberry Hound, película protagonizada por varios personajes clásicos de Hanna-Barbera.
Daws Butler murió de un ataque cardíaco el 18 de mayo de 1988, a la edad de 71 años. Daws Butler fue sepultado en el cementerio Holy Cross en Culver City, California. Greg Burson, quien estudió con Butler durante varios años, se hizo cargo de gran parte de los personajes tras su muerte.